# IC 5262-1
IC 5262-1 — галактика типу S0-a (спіральна галактика) у сузір'ї Південна Риба.
Цей об'єкт міститься в оригінальній редакції індексного каталогу.